# Schenkenberg (Brandemburgo)
Schenkenberg é um município da Alemanha, situado no distrito de Uckermark, no estado de Brandemburgo. Tem 30,04 km² de área, e sua população em 2019 foi estimada em 620 habitantes.